# Carsina obliqua
Carsina obliqua är en fjärilsart som beskrevs av Moore 1867. Carsina obliqua ingår i släktet Carsina och familjen nattflyn. Inga underarter finns listade i Catalogue of Life.